# Adrianichthys kruyti
Adrianichthys kruyti је зракоперка из реда Beloniformes. 

## Угроженост
Ова врста је крајње угрожена и у великој опасности од изумирања.

## Распрострањење
Ареал врсте је ограничен на једну државу. 
Индонезија (тачније острво Сулавеси) је једино познато природно станиште врсте.

## Станиште
Станиште врсте су слатководна подручја. 